# Oberstraße 37 (Düren)

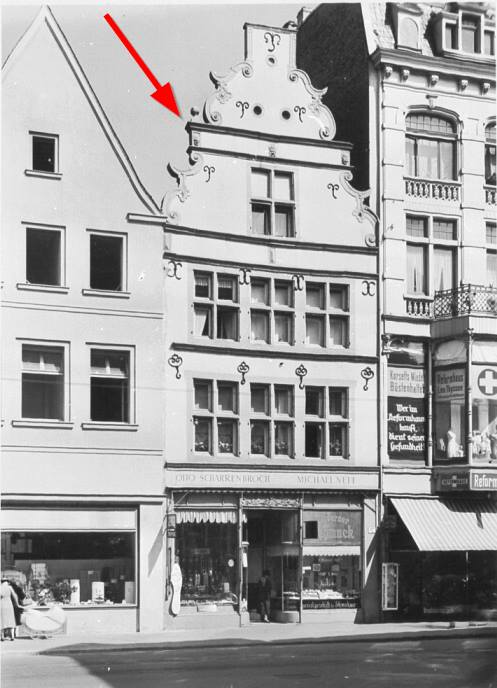
Oberstraße 37 (roter Pfeil)

Das Wohnhaus von Theodor Dietrich von der Hutten stand in der Oberstraße 37 in der westfälischen Kreisstadt Düren.
Das mit einem reichen Volutengiebel verzierte Patrizierhaus, und als „Huttensche Haus“ bezeichnet, wurde bei der Bombardierung Dürens am 16. November 1944 restlos zerstört.
Kunstgeschichtlich gehört das Haus, das vor seiner Zerstörung 1944 im Erdgeschoss die Ladengeschäfte von Otto Scharrenbroich und Michael Neff beherbergte, zu den bemerkenswertesten Bürgerbauten der Dürener Altstadt.
Das gezeigte Foto aus den 1930er Jahren vermittelt eine gute Vorstellung von seinem damaligen Aussehen. Allerdings zeigt diese Aufnahme nicht den Zustand von 1572, als Theodor von der Hutten das Haus durch die Schenkung des Dürener Schöffen Adam von Birgel für seine außerordentliche Bemühungen für die Stadt Düren zugesprochen bekommen hatte, sondern die nach den vielen späteren Veränderungen und nach dem Um- oder Neubau von 1598, den von der Hutten noch selbst in diesem Jahr veranlasste. Ob das Haus im Jahre Anno 1572 erbaut wurde oder vorher schon existierte, ist unklar. Dass auch der namhafte und bekannte Historiker Jacobus Polius das Bauwerk in seinen Schriften erwähnt, sei hier nur am Rande vermerkt. Ein Kaminfries mit dem Ehewappen der von der Hutten, was sich damals im Haus in der Oberstraße 37 befand, befindet sich heute noch im Archiv des Leopold-Hoesch-Museums.